# Washington (Indiana)
Washington è una città degli Stati Uniti d'America, capoluogo della Contea di Daviess, nello Stato dell'Indiana.
La popolazione era di 11.380 abitanti nel censimento del 2000.